# 五代格
五代格（ごだい かく、1914年 - 1983年）は、日本の詩人、SF作家。息子はフォークバンド「ニュー・フロンティアーズ」のベーシストだった関真次。

## 略歴
1970年代中期に早川書房から数編のSF作品を発表した。
単行本『クロノスの骨』が1975年刊行（文庫版は翌年）。これはいつとも知れぬ時代（近未来を思わせる）のどことも知れぬ国（日本あるいは東洋、少なくとも地球の温帯か冷帯を思わせる）を舞台に、軍事独裁政権と戦う革命家たちを描く長編であった。ほぼ同時期、短編『時間遡行機5号カプセル』と『ボンゴが来た』がSFマガジンに掲載されている。前者は時間SF、後者は『クロノスの骨』と類似のテーマを扱っていた。

## 作品リスト

### 単行本
- クロノスの骨（長編SF）
  - 日本SFノヴェルズ版 早川書房 1975年
  - ハヤカワ文庫JA版 早川書房 1976年10月
- 鎮魂歌-五代格遺稿詩集 （編・関敦子） 詩人会議出版 1992年1月
- 詩人の運命-五代格遺稿詩集 思潮社 1994年3月

### 単行本未収録
- 時間遡行機5号カプセル SFマガジン1975年2月号
- ポンゴが来た SFマガジン1976年1月号